# Anna Thygesen
Anna Thygesen (født 31. januar 1965 i Lystrup ved Aarhus) er en dansk erhvervskvinde, der i dag er indehaver af PR-bureauet WeDo Communication.
Thygesen blev student fra Århus Katedralskole i 1983 og efterfølgende korrespondent i spansk og engelsk fra Handelshøjskolen i Aarhus i 1988. I 1994 blev hun akademiøkonom fra Århus Købmandsskole.
Hun arbejdede indtil 1993 som salgschef hos Milliken Danmark, derefter i en lignende stilling hos Sophus Berendsen Textil Service. Fra 1996 var hun administrerende direktør for Kurt Thorsen España, der på et tidspunkt optog et byggelån på 840 mio. kr. i den spanske bank Banco Bilbao Vizcaya. Rollen som direktør for Thorsens spanske projekter gav Thygesen betydelig medieomtale, da den såkaldte PFA-skandale kom for retten i 2000. Som daværende kæreste med Kurt Thorsen var Anna Thygesen kronvidne i sagen. Det kom frem, at banklånet var opnået på falske garantier fra PFA, hvilket både fældede Kurt Thorsen og PFA-direktør Rasmus Trads.
Efter PFA-sagen blev Thygesen chef for det danske modefirma REDGREENs aktivteter i Holland, fra 2002 var hun salgs- og marketingschef for Sejl & Spis, og fra 2004 i en periode programmedarbejder hos Strix. Hun holder i dag diverse og tilbyder rådgivning indenfor forretningsudvikling og kommunikation.
Hun deltog i Varm på is i 2008.